# كرانزبيرغ (جبل)
كرانزبيرغ (بالإنجليزية: Kranzberg (mountain))‏ هو أحد جبال سلسلة جبال الألب البرنية وجزء من القمة الأم يونغفراو يقع في كانتون فاليز، سويسرا. يبلغ ارتفاع الجبل حوالي 3742 متر، بينما يبلغ ارتفاع نتوء الجبل 92 متر.